# Tekstdichter
Een tekstdichter is de schrijver van een liedtekst. Anders dan een liedschrijver (of liedjesschrijver), die zowel tekst als muziek van een lied maakt, schrijft een tekstdichter enkel de liedtekst.
Een toondichter (of componist) vervaardigt de melodie. De melodie kan bij de liedtekst worden geschreven, of de liedtekst kan op de nieuw gecomponeerde wijs worden geschreven. Een liedtekst kan ook op een bekende wijs van een bestaand lied worden geschreven, het lied is dan een contrafact.
Het woord 'tekstdichter' duidt op een bijzonder soort dichter: iemand die berijmde teksten schrijft, bedoeld om op muziek gezet te worden. Een tekstdichter of liedtekstdichter is letterlijk: een dichter die liedteksten schrijft, berijmde of poëtische, lyrische teksten, die bedoeld zijn om te worden gezongen. 
Soms worden bestaande (historische) gedichten achteraf op muziek gezet. De dichter wordt dan niet met terugwerkende kracht 'tekstdichter' genoemd, aangezien deze de tekst als gedicht schreef en niet als liedtekst.

## Bekende Nederlandstalige tekstdichters

### Schrijvers van volksliedjes
Voorbeelden van bekende tekstdichters van Nederlandstalige liedteksten (volksliedjes) uit de negentiende eeuw (componist tussen haakjes):
- P. Louwerse, bijv: 'Op de grote, stille heide' (Worp) en 'Waar de blanke top der duinen' (Hol)
- G.W. Lovendaal, bijv: 'Hollands vlag, je bent mijn glorie' (Wierts)
- A.L. de Rop, bijv: 'De paden op, de lanen in' (Hol) en 'Hoe prettig is nu 't schemeruurtje' (Zweers)
- A.C.W. Staring, bijv: 'Sikkels klinken, sikkels blinken' (Lijsen)

### Schrijvers van kinderliedjes
Voorbeelden van bekende tekstdichters van Nederlandstalige kinderliedjes (componist tussen haakjes):
- Simon Abramsz, bijv: 'Op de hoge, hoge daken' (bestaande wijs) en 'Er schommelt een wiegjen in 't bloeiende hout' (Van Tetterode)
- Burny Bos, bijv: 'Zand op je boterham' en 'Brrr wat is het koud' (beide Stokkermans)
- N. Doumen, bijv: 'Hannes loopt op klompen' (Loots)
- Jan Pieter Heije, bijv: 'Daar zaten zeven kikkertjes' (Steenhuis) en 'Zie de maan schijnt door de bomen' (Duits volksliedje)
- Anna Fles, bijv: 'De meimaand is in 't land, lief kind' en 'Zie, hoe het vriend'lijke zonlicht' (beide Van Rennes)
- Katharina Leopold, bijv: 'O, kom er eens kijken' (Nägeli) en 'Hij komt, hij komt, die lieve goede Sint' (Schumann)
- Jacoba Mossel, bijv: ‘Oude Jaar! o, laat ons rusten’ en ‘Kind’ren van één Vader' (beide Van Rennes)
- Annie M.G. Schmidt, bijv: 'Dikkertje Dap'; 'Beertje Pippeloentje'; en 'Stekelvarkentjes wiegelied' (alle Van Westering)
- Anna Sutorius, bijv: 'Onder moeders paraplu' en 'Klein poppedijntje, donderidon' (beide Wierts)
- David Tomkins, bijv: 'Een veldmuis vond in 't beukenbos' (Diamant) en 'De handen uit de mouwen' (Wettig)
- Willem Wilmink, bijv: 'Als de lichtjes doven' en 'Foto-album' (beide Ehlhart)

### Popliedjes, luisterliedjes, theaterliedjes
Voorbeelden van bekende tekstdichters van Nederlandstalige liedteksten (popliedjes, luisterliedjes, theaterliedjes) uit de twintigste eeuw:
- Eli Asser, bijv: 'Het zal je kind maar wezen' en 'We zijn toch op de wereld om elkaar' (beide Harry Bannink)
- Herman Pieter de Boer, bijv: 'Annabel' (De Groot), 'Ik heb zo waanzinnig gedroomd' (Eyk) en 'Op een onbewoond eiland' (Eyk)
- Jan Boerstoel, bijv: 'Sneu' (Bos)
- Gerrit den Braber, bijv: 'Tijd' (Stokkermans)
- Han Kooreneef, bijv: 'Zij' (Ewbank)
- André Meurs, bijv: ' 's Avonds als het kampvuur brandt' (Erich)
- Lennaert Nijgh, bijv: 'Testament', 'Verdronken vlinder', 'Eva' en 'Prikkebeen' (alle Boudewijn de Groot)
- Annie M.G. Schmidt, bijv: 'M'n opa' (Harry Bannink); 'Marjolijne' (Kellenbach); en 'Wat voor weer zou het zijn in Den Haag' (Harry Bannink)
- Jacques van Tol, bijv: 'Naar de bollen' (Louis Davids); 'Op de Grebbeberg' (op een Duits volksliedje); en 'Als op het Leidseplein de lichtjes weer eens branden gaan' (Cor Steyn)
- Willem Wilmink, bijv: 'Frekie' en 'Meisjes uit vervlogen dagen' (beide Harry Bannink)

### Vertalers van liedteksten
Is de Nederlandse tekst een vertaling, bijvoorbeeld van een Frans chanson of een Duits kinderliedje, dan wordt er niet gesproken over een tekstdichter, maar van een vertaler. Bijvoorbeeld Gerrit den Braber is de vertaler van 'Spiegelbeeld' (niet de tekstdichter ervan) en Friso Wiegersma vertaalde 'Het dorp', maar is de tekstdichter van 'Telkens weer'. De bekende kinderdichter Jan Goeverneur vertaalde veel kinderversjes uit het Duits (zoals 'In een groen knollen- knollenland', 'Roodborstje tikt tegen 't raam' en 'Toen onze mop een mopje was'), al ging het daarbij soms om een vrije bewerking.

## Auteursrecht
Voor het auteursrecht is het van belang of het lied door één of meerdere mensen is geschreven. Auteursrechtenorganisatie Buma/Stemra maakt onderscheid tussen onder meer: tekstdichter(s), componist(en), vertaler, bewerker, oorspronkelijke schrijver van een vertaald lied, en oorspronkelijke componist van de muziek in geval van een vertaald lied. Muziek van een ander met een eigen tekst blijft auteursrechtelijk beschermd.

## Verwante termen
In het Engels wordt een tekstdichter een lyricist genoemd, in het Duits een Liedtexter of Textdichter en in het Frans een parolier.
Een tekstdichter van opera's, operettes en musicals wordt een librettist genoemd.